# St.-Petri-Kirche (Wilstedt)

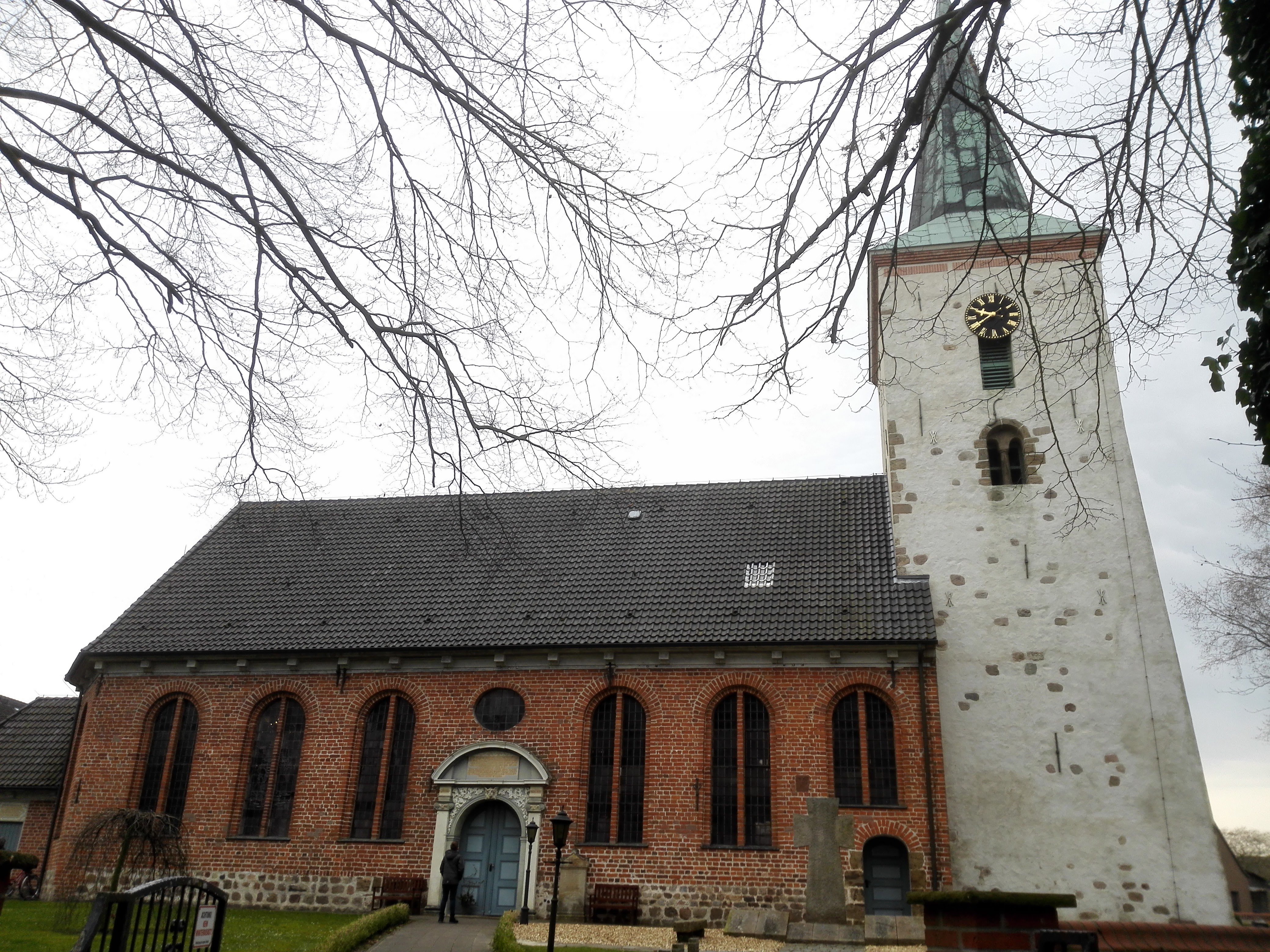
St. Petri Wilstedt, von Norden

Die St.-Petri-Kirche ist ein evangelisch-lutherisches Kirchengebäude in Wilstedt, einer Gemeinde in der Samtgemeinde Tarmstedt im Landkreis Rotenburg (Wümme) in Niedersachsen.

## Geschichte und Baubeschreibung
Bereits 1060 wurde in Wilstedt eine erste Kirche gebaut. Sie gehörte damals zum Bistum Verden. Von ihr ist der romanische Westturm teilweise noch erhalten. Das Kirchenschiff wurde 1721 wegen Baufälligkeit abgerissen. Die jetzige barocke Saalkirche wurde 1722 von dem Stader Baumeister Anthon Dreyer mit einem dreiseitigen Chorabschluss aus Backsteinen erbaut. Das prächtige Sandsteinportal mit Akanthusblättern an der Nordseite der Kirche schuf der Steinhauermeister Mathies Bödecker aus Bremen. Über dem Eingang hinterließ er in goldenen Lettern ein Gebet sowie einen Spruch aus dem Psalm 26, Vers 8 und 7.

## Innenausstattung
Das Innere besteht aus einem hölzernen Tonnengewölbe und einfachen und doppelten Emporen. 

### Altar
An die Chorempore ist ein kombinierter Schrift- und Kanzelaltar angebaut. Er besteht nach Dehio aus einem älteren Altar aus der 2. Hälfte des 17. Jahrhunderts und der darüber an der Chorempore angebrachten Kanzel. Der ältere Altar könnte ein Rest eines Schriftaltars sein, denn er besteht aus einer Schrifttafel, auf der auf schwarzem Grund in Gold die Worte die Einsetzung des Abendmahls und darüber der Satz: „Musste nicht Christus solches leyden?“ (Lk 24,26 ) geschrieben sind. Die Tafel ist mit Berninni-Säulen und den Figuren der vier Evangelisten gerahmt. Unter Matthäus und Markus steht die Inschrift „Soli Deo Gloria“ – „Allein Gott (gebührt) die Ehre“.
Die vier Evangelisten rahmen in kleinerer Form auch den drüber hängenden Kanzelkorb, in dessen Mitte Christus als Salvator mundi mit Zepter und Weltkugel in Händen abgebildet ist. Im Kanzeldeckel schwebt der Heilige Geist in der Gestalt einer Taube über dem Prediger. Auf der Rückwand der Kanzel ist Gold auf Blau der für einen Prediger aufmunternde Satz Jahwes an Moses zu lesen: „Ich will mit Deinem Worte sein und dich lehren, was Du sagen sollst.“ (2. Mose 4,12 ).
Die Kanzel stammt laut Ingrid Marten und Hermann Meyer aus der alten Gertrudenkapelle zu Stade.
Da eine zweite Taube unter dem Kanzelkorb angebracht ist, liegt die Vermutung nahe, dass die vier Evangelisten um die Schrifttafel und der Christus Salvator über dem Schalldeckel Relikte einer früheren Kanzel aus Wilstedt sein könnten.
Den kombinierten Schrift- und Kanzelaltar baute der bekannte Bremer Bildhauermeister Theopilus Wilhelm Frese und seinem Gesellen zusammen.

### Taufbecken
Das hölzerne Taufbecken „verehrte“ Woller Timmeken 1647 der Kirche. Sein Sohn Lüthge Timmeken ließ es im Jahre 1681 anmalen. Es stammt noch aus der alten Kirche.

### Fenster
Zwei der Fenster gestaltete Heinz Lilienthal in den Jahren 1990 und 1991. Sie zeigen die Taufe Jesu im Jordan (Nordseite) und die Jesus mit zwei Jüngern in Emmaus (Südseite).

### Orgel
Bis 1825 hatte die St.-Petri-Kirche keine Orgel. Die erste Orgel schuf 1824 der Orgelbauer Tappe aus Verden. Sie war so schlecht,  dass man bereits 1917 abermals für eine neue Orgel sammelte. Inflation und Währungsreform sorgten dafür, dass erst am 20. September 1953 die neue Orgel der Firma Ott, Göttingen, erklang. Sie besitzt 23 klingende Register auf Hauptwerk, Rückpositiv und Pedal sowie eine Schleifladentraktur. Teile der alten Orgel wurden wieder verwendet.

### Glocken
Für die Kirche in Wilstedt hat die Glockengießerei Otto aus Hemelingen/Bremen in den Jahren 1896, 1927 und 1957 jeweils eine Bronzeglocke gegossen. Die jeweils ältere Otto-Glocke wurde im Ersten bzw. Zweiten Weltkrieg eingeschmolzen. Das Geläut der Kirche besteht aus zwei Glocken. Die größere der beiden wurde 1957 von der Glockengießerei Otto in Bremen-Hemelingen gegossen und erklingt im Ton f′, hat einen Durchmesser von 1162 mm und 1030 kg. Die kleinere wurde bereits 1621 von einem unbekannten Gießer gegossen und erklingt im Ton as′. Sie wurde 1914 zu Rüstungszwecken abgegeben und kehrte zwar 1921 zurück, musste aber aufgrund eines Sprunges umgegossen werden.